# Орлик, Степан Степанович
Степан Степанович Орлик (пол. Stephan Orlik; 1622—1673) — польский шляхтич чешского происхождения, отец гетмана Войска Запорожского в изгнании Филиппа Орлика.

## Краткая биография
По происхождению — чех из рода Орлик де Лазиски герба «Новина». Потомок одной из ветвей чешского рода Орликов, после гонения на гуситов перебравшейся в Польшу. По вероисповеданию — католик.
Был женат на Ирине Малаховской (родом из православного рода герба «Гржимала»). В 1672 году у него родился сын Филипп: на тот момент Степан проживал в местечке Косута Ошмянского повята (ныне Вилейский район Минской области).
В 1673 году в составе польско-литовского войска участвовал в Хотинской битве, в которой погиб.